# Charles Reiner
Charles Reiner (* 7. April 1924 in Budapest; † 19. August 2004 in Montreal) war ein kanadischer Pianist und Musikpädagoge ungarischer Herkunft.

## Leben
Reiner trat bereits als Jugendlicher mit den Budapester Philharmonikern auf. 1944–45 war er im österreichischen KZ Mauthausen interniert. Nach 1945 studierte er an der Franz-Liszt-Musikakademie bei Árpád Hanák, Arnold Székely und Béla Böszörményi-Nagy, später am Genfer Konservatorium bei Dinu Lipatti und Louis Hiltbrandt. 1948 gewann er den internationalen Musikinterpretenwettbewerb in Genf, im Folgejahr den Ersten Preis beim von der UNO gesponserten Wettbewerb der International Refugee Organization.
1951 zog Reiner nach Montreal und debütierte dort im November des Jahres mit einem Konzert im Ritz-Carlton Hotel. In der Folgezeit gab er etwa vierzig Konzerte bei dem Jeunesses Musicales of Canada. 1956 erhielt er die kanadische Staatsbürgerschaft. Als Klavierbegleiter trat er mit Musikern wie Colette Boky, Hyman Bress, Maureen Forrester, Antonio Janigro, Arthur LeBlanc, Igor Oistrach, Joan Patenaude, Louis Quilico, Jean-Pierre Rampal, Ruggiero Ricci, Joseph Rouleau und Richard Verreau auf. Ein regelmäßiger musikalischer Partner über viele Jahre war Henryk Szeryng, mit dem er Tourneen u. a. durch Südafrika unternahm, Aufnahmen einspielte und 1960 und 1968 in der Radiosendung The Art of Henryk Szeryng auftrat.
Als Solist gab Reiner Recitals in Nordamerika, Europa und Asien und hatte Auftritte im Radio und Fernsehen. Er nahm Werke kanadischer Komponisten wie István Anhalt, Violet Archer, Hector Gratton, Otto Joachim, Kelsey Jones, Udo Kasemets und Arthur LeBlanc auf. 1963 gründete er mit dem Geiger Morry Kernerman, dem Bratschisten Robert Verebes und der Cellistin Dorothy Bégin das Canadian Piano Quartet, das bis 1967 bestand, 1971 die Musica Camerata Montreal.
Von 1954 bis 1994 unterrichtete Reiner an der McGill University, außerdem von 1965 bis 1967 am Conservatoire de Trois-Rivières und an der École normale de musique in Montreal. Zu seinen Schülern zählten Michael McMahon, André-Sébastien Savoie und Mikael Eliasen. 1985 lud ihn das Konservatorium Shanghai ein zu einem Kurs über die Violinsonaten von Ludwig van Beethoven und Johannes Brahms, die er schließlich in fünf Recitals mit vierzehn chinesischen Violinstudenten aufführte.